# Neoswing
Neoswing ist eine Musikrichtung, die Elemente aus dem Swing mit moderner Musik, insbesondere aus dem Bereich des Rock und Punk, aber auch elektronischer Musik und Nu Jazz, kombiniert.

## Musik
Seit den 1980er Jahren entdeckten einige Rock- und Punk-Musiker Boogie-Woogie und Swing. Nach dem Swing-Revival ist Mitte der 1990er Jahre in den USA der Neoswing als Alternative zu Techno und Hip-Hop entstanden.
Brian Setzer, der vor Jahren mit seinen Stray Cats erfolgreich Rockabilly spielte, hat in Amerika mit einer Neoswing-Big-Band und alten Standards wie This Old House, Caravan und Pennsylvania 6-5000 großen Erfolg. Wie er machen auch andere Bands wie die Cherry Poppin’ Daddies, die mit Zoot Suit Riot einen Hit landeten, nach dem Schritt zurück gleich wieder einen vor, um den Altswing mit neuen Elementen zum Neoswing zu verschärfen. 

„Wir wollen den Swing nicht wiederbeleben, sondern eine Rockmusik machen, die Swing-Elemente übernimmt. Swing ist Tanzmusik und Jazz hat Melodien, ein fröhliches Lebensgefühl, etwas Anarchisches und die Energie vom Punk.“

Auch Jim Mathus von den Squirrel Nut Zippers weist Nostalgie-Bezug zurück: „Wie soll ein 20-jähriger Nostalgie empfinden für etwas, was es in den letzten fünfzig Jahren gar nicht gab?“
Andere Neoswing-Bands haben auch Elemente der Popmusik und sonstiger Musikrichtungen des 20. Jahrhunderts übernommen, wobei einzelne Bands sich jedoch auf nur eine der alten Popmusikrichtungen spezialisiert haben. So haben sich die Squirrel Nut Zippers z. B. den New Orleans Jazz und Sinti-Swing als Grundlage genommen. Andere Bands beziehen sich auf den klassischen Swing, wieder andere bevorzugen den Rock ’n’ Roll, Boogie Woogie oder verbinden sogar alles miteinander. Richtige Orchester mit dreifacher Bläserbesetzung kommen wieder zum Einsatz. Aber auch kleinere Formationen bis zum Quartett spielen diese Musik.
Die Bands tragen oft seltsame Namen, die auch provozieren sollen, wie Squirrel Nut Zippers, Big Bad Voodoo Daddy oder Lee Press-on and the Nails. Ebenso die Titel einiger Musikstücke, z. B.: Shake Your Lovemaker von den Cherry Poppin’ Daddies.

## Bands (Auswahl)
- Alice Francis
- Big Bad Voodoo Daddy
- Bill Elliott Swing Orchestra
- Black Cat Zoot
- Brian Setzer
- Caravan Palace
- Cherry Poppin’ Daddies
- DelaDap
- Dem Brooklyn Bums
- Diablo Swing Orchestra
- Dino Martinis
- Electric Swing Circus
- Jamie Berry
- Koop
- Lee Press-on and the Nails
- Parov Stelar
- Royal Crown Revue
- Shemian
- Squirrel Nut Zippers
- Steve Lucky & The Rhumba Bums
- Swing Republic
- Swingrowers
- Tape Five
- Zoot Suit Revue